# Erasmus Desiderius Wandera
Erasmus Desiderius Wandera (ur. 16 kwietnia 1930 w Dabani, zm. 8 grudnia 2022 w Mbale) – ugandyjski duchowny rzymskokatolicki, w latach 1981-2007 biskup Soroti.

## Życiorys
Święcenia kapłańskie przyjął 27 grudnia 1956. 29 listopada 1980 został prekonizowany biskupem Soroti. Sakrę biskupią otrzymał 29 marca 1981. 27 czerwca 2007 przeszedł na emeryturę.